# Interpretação de contrato
Interpretação de contratos é a atividade que consiste em construir e analisar os elementos objetivos e subjetivos que constituem todas as espécies de contrato. É dividida em interpretação objetiva, com relação a análise do texto e subjetiva, que discorre em descobrir a vontade das partes.
A interpretação está inserida no cotidiano, dado ao alcance do ordenamento jurídico e suas normas, no qual a interpretação é fundamental para à aplicação da lei e na execução dos contratos.
A execução de um contrato exige a compreensão da intenção das partes, exteriorizada por meio de sinais ou símbolos, dentre os quais as palavras. Para tanto, ao se interpretar um contrato, faz-se necessário precisar o sentido e o alcance do conteúdo da declaração de vontade das partes, buscando-se apurar a vontade concreta das partes.
Os romanos foram os primeiros a construir um sistema em relação aos contratos. Sendo a interpretação dos contratos aprofundada na Idade Média, com o surgimento dos tribunais de comércio.

## Origem dos contratos e de sua interpretação
Os romanos tinham por excelência um direito fortemente ligado à forma, tratando sempre com significância a relação e reflexo da vida em sociedade, promovendo grandes transformações nos contratos, gerando obrigações e efeitos jurídicos.
Inicialmente, no direito romano, os contratos não eram vistos como obrigação, não tendo força econômica, consistindo tão-somente em sua exteriorização pública, tendo uma solenidade pública e presenciada por todos os membros da cidade, sendo apenas uma troca de símbolo. Assim, pouco importava a vontade das partes em um negócio qualquer, mas a ritualidade de sua consagração.
Com o desenvolvimento das cidades e o avanço das transações comerciais, surgiram quatro espécies de contratos (venda, locação, sociedade e mandato) que eram chamados de pacta, não necessitando de solenidade, uma vez que estes obrigavam as partes por si só. Sendo assim, a pacta foi o primeiro tipo de contrato a permitir a sua interpretação, sendo percursor aos demais contratos.

## Contrato
O contrato é o vínculo jurídico efetuado entre duas ou mais pessoas naturais ou jurídicas, no qual é acordada a vontade dos mesmos, conferindo direitos e obrigações para ambas as partes, podendo o contrato ser verbal ou escrito, sendo pressupostos para a sua validade: as partes e o objeto lícito, determinado e possível.

### Princípios do contrato
Dos elementos dos contratos, resultam três princípios fundamentais, a cuja sombra se estrutura o direito contratual:
- Princípio da autonomia da vontade: consiste no poder das partes de estipular livremente, como melhor lhes convier, mediante acordo de vontades, a disciplina de seus interesse;[6]
- Princípio da supremacia da ordem pública: consiste em relativizar a autonomia da vontade, sujeitando o contrato à lei e aos princípios da moral e da ordem pública;[7]
- Princípio da obrigatoriedade da convenção: consiste em garantir a execução do contrato, sendo limitado somente pela escusa do caso fortuito ou força maior.[8]

## Formas de interpretação do contrato
Pode-se dizer que as regras de interpretação dos contratos previstas no Código Civil Brasileiro dirigem-se primeiramente às partes, que são as principais interessadas em seu cumprimento.
Não havendo entendimento entre elas a respeito do exato alcance da avença e do sentido do texto por elas assinado, a interpretação deverá ser realizada pelo juiz, como representante do Poder Judiciário.
A interpretação pode ser tanto declaratória quanto construtiva ou integrativa:
- interpretação declaratória: diz-se que a interpretação contratual é declaratória quando tem como único escopo a descoberta da intenção comum dos contratantes no momento da celebração do contrato;[2]
- interpretação construtiva ou integrativa: quando objetiva o aproveitamento do contrato, mediante o suprimento das lacunas e pontos omissos deixados pelas partes.[2]

A interpretação dos contratos exerce função objetiva e subjetiva. Nos contratos escritos, a análise do texto (interpreta objetiva) conduz a descoberta da intenção das partes (interpretação subjetiva), alvo principal da operação.
No Brasil, o Código Civil deu prevalência a teoria da vontade, sem aniquilar a da declaração. A real intenção das partes, a ser considerada nas declarações de vontade, é a "nelas substanciada", não se pesquisando o pensamento íntimo dos declarantes.

### Princípios de interpretação do contrato
- Boa-fé: deve o intérprete presumir que os contratantes procedem com lealdade, pois a boa-fé se presume. Já a má-fé, ao contrário, deve ser provada conforme texto dos artigos 113 e 422 do Código Civil Brasileiro.
- Conservação do contrato: se uma cláusula contratual permitir duas interpretação diferentes, prevalecerá a que possa produzir algum efeito.

### Regras interpretativas
- Quando houver no contrato de adesão cláusulas ambíguas ou contraditórias, deve-se-á adotar a interpretação mais favorável ao aderente, conforme reza o artigo 423 do Código Civil Brasileiro.[9]
- A transação interpreta-se restritivamente, conforme artigo 843 do Código Civil Brasileiro.
- A fiança não admite interpretação extensiva, conforme artigo 189 Código Civil Brasileiro.
- Prevalecerá a interpretação da cláusula testamentária que melhor assegure a observância da vontade do testador, de acordo com o artigo 1899 do Código Civil Brasileiro.

### Pacto sucessórios
Não pode ser objeto de contrato a herança da pessoa viva, dispõe o artigo 426 do Código Civil Brasileiro, afastando a sucessão contratual. O ordenamento jurídico brasileiro admite apenas duas formas de sucessão causa mortis: a legítima e a testamentaria. No atual código, somente a partilha inter vivos, permitida no artigo 2018, pode ser considerada exceção à norma do artigo 426.